# Юкон-Коюкук
Юкон-Коюкук (англ. Yukon–Koyukuk Census Area) — найбільша зона перепису населення в центральній (материковій) частині штату Аляска, США. Серед подібних територіальних одиниць у США має найменшу густоту населення.
Адміністративно є частиною неорганізованого боро, який не має власного адміністративного центру, керується безпосередньо адміністрацією штату Аляска.

## Географія

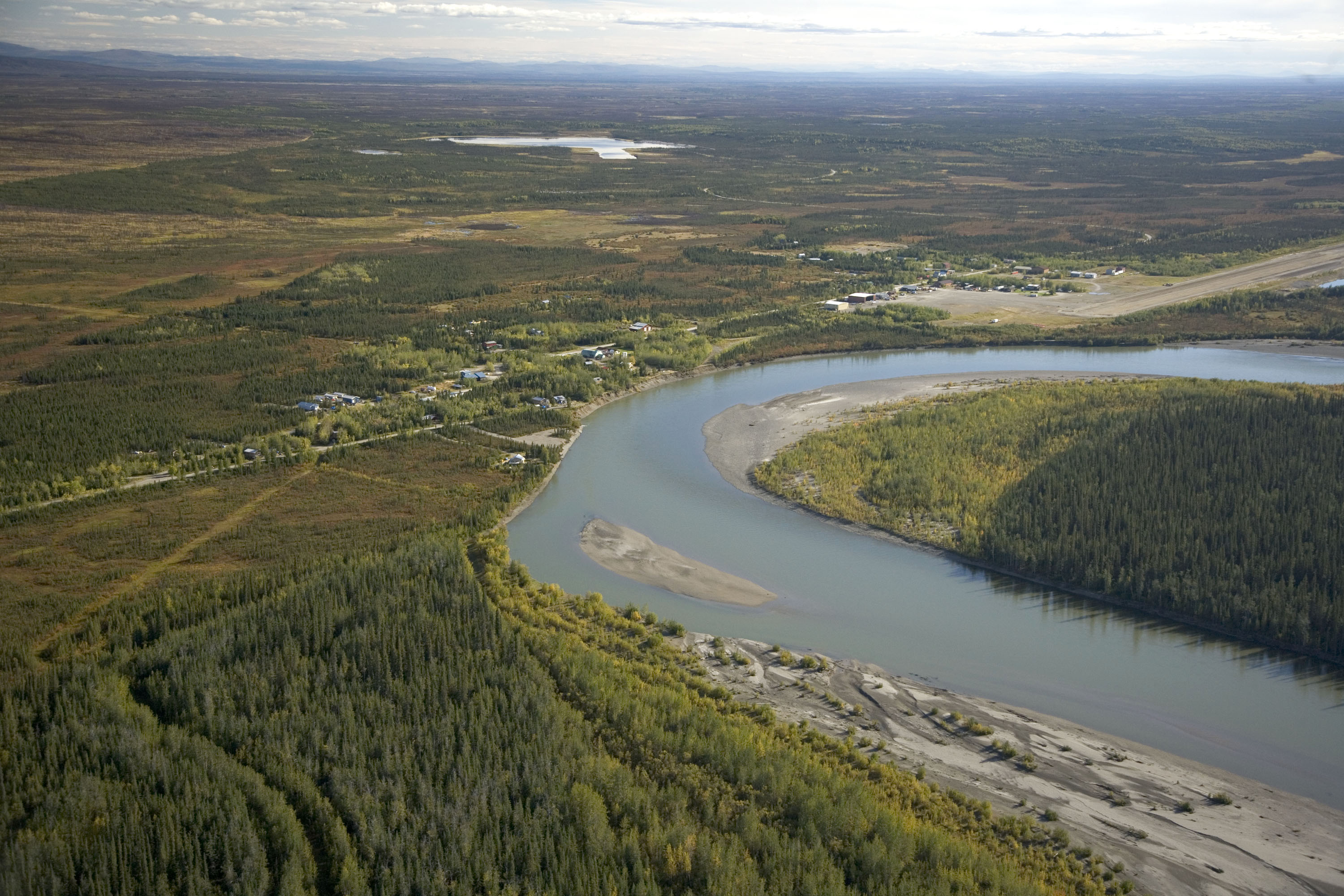
Вигляд з повітря на село Беттлс і переписну місцевість Евансвілл

Юкон-Коюкук розташована в центральній частині штату і займає близько третини всієї його площі; на сході межує з Канадою, з інших боків — з іншими зонами перепису населення і боро Аляски. Площа зони — 382 910 км² з яких 5030 км² (близько 1,3 %) займають відкриті водні простори. Площа Юкон-Коюкук трохи більша від штату Монтана і на 25 000 км² більша від площі Німеччини, а густина населення становить 0,015 осіб/км².

## Демографія

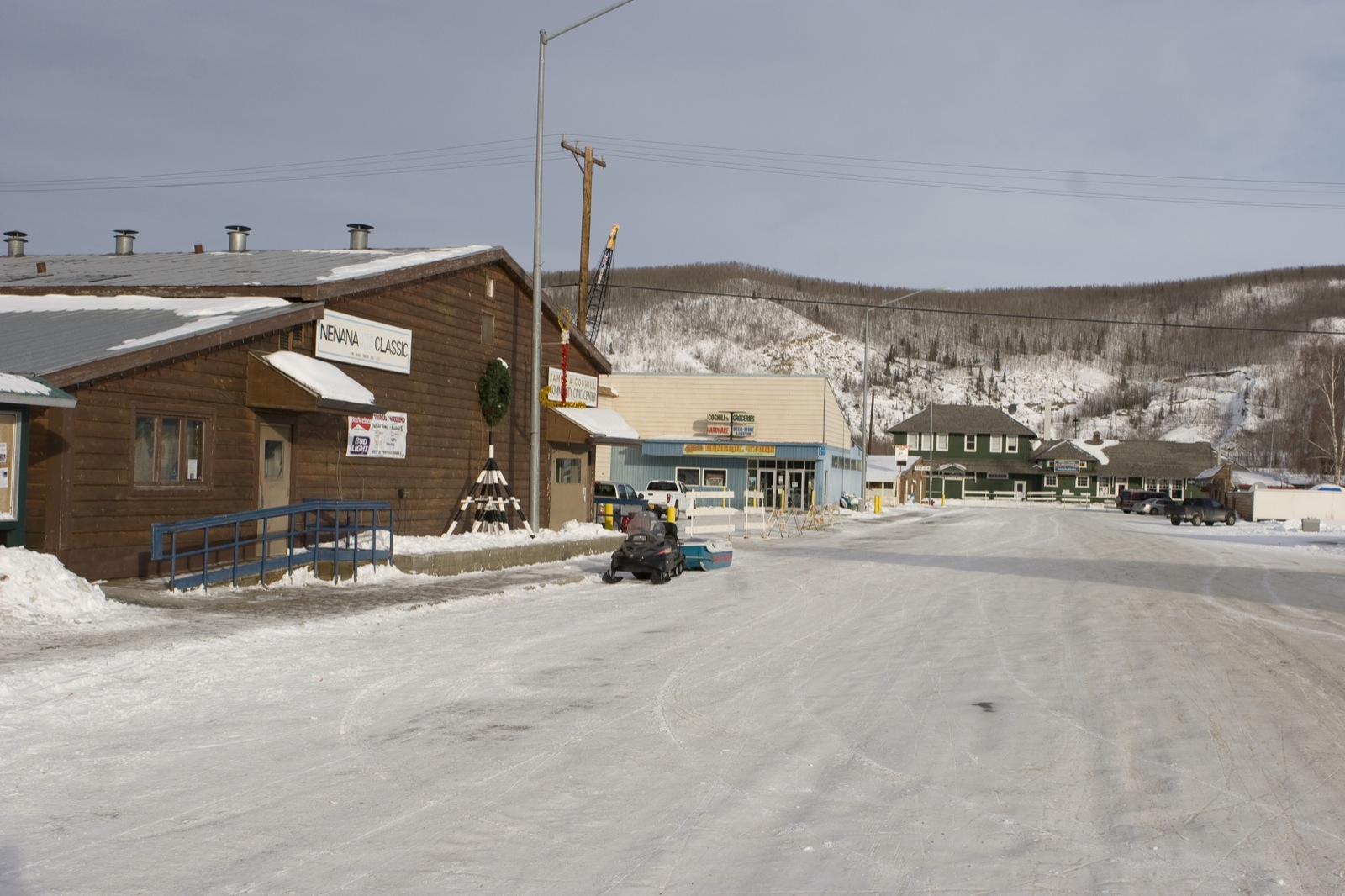
Ненана

Згідно з переписом населення 2010 року в зоні жило 5588 осіб (у 2000 році — 6551). За оцінками 2017 року кількість жителів становила 5365 осіб.
Населені пункти (за зменшенням чисельності)
- Форт-Юкон — 583
- Галіна — 473
- Ненана — 378
- Макграт — 341
- Хуслія — 299
- Нулато — 275
- Танана — 231
- Калтаг — 205
- Грейлінг — 189
- Холі-Кросс — 181
- Рубі — 173
- Арктік-Вілледж — 152
- Аллакакет — 105
- Ніколай — 101
- Коюкук — 96
- Анвік — 85
- Шагелук — 83
- Г'юз — 77
- Алатна — 37
- Евансвілл — 15
- Беттлс — 12

Расовий склад
- ескімоси — 70,8 %
- білі — 24,3 %
- азіати — 0,4 %
- афроамериканці — 0,1 %
- уродженці тихоокеанських островів — 0,1 %
- інші раси — 0,4 %
- дві і більше раси — 3,9 %
- латиноамериканці (будь-якої раси) — 1,2 %

Як домашню мову спілкування 7,0 % жителів використовують атабаскську, 4,6 % — гвічин, 1,4 % — коюкон.

## Пам'ятки
- Національний Арктичний заповідник[ru] (частково)
- Національний парк «Ворота Арктики» (частково)
- Резерват дикої природи Інноко[ru]
- Резерват дикої природи Кануті[ru]
- Резерват дикої природи Коюкук[ru] (частково)
- Резерват дикої природи Новітна[ru]
- Резерват дикої природи Селавік[ru](частково)
- Природоохоронна область Стіз
- Резерват дикої природи Юкон-Флетс[ru]

## Оточення
На півночі межує з боро Північного Схилу.

На південному сході межує із зоною перепису населення Південносхідний Фейрбенкс, боро Фербенкс-Норт-Стар,
боро Деналі.

На півдні межує з боро Матануска-Сусітна і
зоною перепису населення Бетел.

На заході межує із зоною перепису населення Кусілвак,
зоною перепису населення Ном,
боро Нортвест-Арктик.

На сході прилягає до канадської території Юкон.